# ويليام نيومان (طبيب بيطري)
ويليام نيومان (بالإنجليزية: William Newman)‏ هو طبيب بيطري أمريكي، ولد في عقد 1880، وتوفي في 11 يوليو 1964.